# Приказано выжить (роман)
«Приказано выжить» — роман Юлиана Семёнова из цикла о работе советского разведчика Штирлица, он же Максим Максимович Исаев. Написан в 1982 году. Книга является непосредственным продолжением книги «Семнадцать мгновений весны»; в ней рассказывается о возвращении Штирлица в Берлин, где шеф гестапо Мюллер всё-таки разоблачает его, и только взятие Берлина мешает ему погубить разведчика. 
По мотивам романа в 1984 году был создан радиоспектакль.

## Сюжет
После событий, описанных в книге «Семнадцать мгновений весны», Штирлиц возвращается в Берлин. Он почти уверен, что его арестуют, однако всё равно идёт на это. Мюллер понимает, что Штирлиц работает на русских, и решает передать через него крупномасштабную дезинформацию в Москву. Успех этой операции должен стать большой заслугой перед западными союзниками и обеспечить полное прощение ими.
С помощью материалов генерала Гелена Мюллер составляет подложные компрометирующие документы на маршалов Конева, Жукова, Говорова, членов Политбюро, всю элиту Советского Союза. По расчетам Мюллера, во время штурма Берлина Штирлиц попытается бежать к своим, прихватив эти документы. Кроме того, Мюллер подстроил убийство шведской подданной Дагмар Фрайтаг и швейцарского еврея Вальтера Рубенау; в обоих преступлениях обвиняется Штирлиц, и теперь он не сможет сбежать иначе как на Восток.
Всё идёт по плану. Штирлиц не понимает смысла затеянной вокруг него игры, но пытается (как и в «Семнадцати мгновениях весны») сыграть на противоречиях Мюллера и Бормана. Но уже и Борман не против поторговаться с союзниками. Тем временем Мюллер отправляет Штирлица в Линц, так как получил информацию от фанатичного гауляйтера Верхней Австрии Айгрубера, что возле виллы Кальтенбруннера работает вражеский передатчик. 
Штирлиц едет туда в сопровождении трёх гестаповцев от Мюллера, фактически уже под арестом. Там он вычисляет, что на передатчике работает штурмбаннфюрер Хетль, который завербован американцами. В обмен на обещание не выдавать Хетля, Штирлиц просит его передать одно сообщение в Швейцарию для русских. Американцы принимают сообщение, но после совещания у Даллеса решают не помогать русскому и не передавать шифровку по адресу, указанному Штирлицем. Не получив ответа, Штирлиц предлагает Хетлю отчаянный план: вдвоем ликвидировать всю охрану и бежать с виллы в горы. Но Хетль вместо этого делает звонок Кальтенбруннеру («команда идет по следу»). Кальтенбруннер немедленно просит у Мюллера отозвать с виллы «группу, ищущую радистов». Мюллер соглашается, понимая, что уже и Кальтенбруннер ведет тайные переговоры с Западом. Хетль, между тем, выполнял и приказ от Даллеса — убрать с виллы человека, мешающего переговорам.
Штирлица привозят обратно в Берлин, в котором уже идут уличные бои. Режим его содержания ужесточается, его избивают и держат закованным; в соседней комнате он слышит, как машинистке диктуют компромат на советских военачальников. Когда советские войска уже находятся в нескольких километрах, Мюллер с помощью бывшего уголовника Йозефа Руа устраивает взрыв в здании, подгадав тот момент, когда Штирлиц находится в туалете. Все находящиеся в здании погибают, кроме него. Штирлиц контужен, но выбирается, взяв портфель с фальшивыми документами. Он ищет своих, но первый увиденный им на улице советский солдат стреляет в него. Подросток-фольксштурмист убивает солдата. После этого он перетаскивает тяжелораненого Штирлица в подвал. Штирлиц при этом роняет портфель с документами; портфель оказывается раздавлен советским танком.
Увидев его знаки отличия штандартенфюрера, немцы спасают Штирлица. Придя в себя, он обнаруживает, что был эвакуирован в Италию, где прикован из-за ран к постели на явочной квартире ODESSA. Только заново научившись ходить, он отправляет письмо в Стокгольм, но это происходит лишь в октябре 1945, когда стокгольмская явка советской разведки уже ликвидирована ввиду окончания войны. И теперь он — доктор Макс Брунн, живущий в Мадриде, Испания, без малейшей возможности связаться со своими.
В книге также описаны события, не пересекающиеся напрямую со Штирлицем, но представляющие художественную авторскую версию ряда одновременных исторических событий, таких как самоубийство Гитлера (по книге убит Борманом), исчезновение Бормана (на прорыв из Берлина вместе с погибшей группой по книге пошел его двойник), спасение от взрыва шахты с спрятанными сокровищами, убийство сына Мюллера (в реальности не имевшее места) и некоторых других.

## Радиоспектакль
В 1984 году по роману была создана многосерийная радиопостановка. Режиссёр — Эмиль Верник; автор инсценировки — Сергей Карлов. Постановка была задумана как радиопродолжение знаменитого телефильма «Семнадцать мгновений весны»: в ней звучала та же, что и в фильме, музыка Микаэла Таривердиева, а главные роли исполняли те же самые актёры: Вячеслав Тихонов (Штирлиц), Леонид Броневой (Мюллер), Олег Табаков (Шелленберг). Роль Бормана досталась Анатолию Соловьёву (именно им была озвучена аналогичная роль в телефильме, исполненная Юрием Визбором). Текст от автора читал Михаил Глузский.